# Zadra (czasopismo)
Zadra – kwartalnik o tematyce feministycznej wydawany od jesieni 1999 do 2017 w Krakowie przez Fundację Kobiecą eFKa. Był skierowany do osób zaangażowanych w feminizm, studiujących gender studies i zajmujących się tą tematyką, jak również do wszystkich osób interesujących się feminizmem i problematyką praw kobiet.

## Historia pisma
„Zadra” powstała w miejsce krakowskiego pisma feministycznego „Pełnym głosem” ukazującego się nieregularnie w latach 1993–1997. W roku 2000 prof. Przemysław Czapliński nominował redaktorkę naczelną Beatę Kozak za „Zadrę” do Paszportów „Polityki”.
Do lutego 2007 „Zadra” wydawana była dzięki współpracy i wsparciu finansowemu Fundacji im. Heinricha Bölla. „Zadra” nr 29 była ostatnim numerem kwartalnika wydanym przy tej współpracy. Kolejne numery ukazują się głównie dzięki wsparciu finansowemu organizacji Network of East-West Women z Nowego Jorku.
Ostatni numer ukazał się w 2017.

## Działy tematyczne
W „Zadrze” można przeczytać teksty publicystyczne pisane z perspektywy feministycznej. Do stałych działów tematycznych kwartalnika należą „Tematy”, „Co się dzieje”, „Łuska z oka” oraz „Kultura”, zawierająca m.in. recenzje z książek i filmów, a także krytyczno-satyryczny dział „Brawa i gwizdy” oraz kabaretowa „Matka Bolka”.

## Zespół redakcyjny

### Redakcja
- Beata Kozak
- Sławomira Walczewska

### Współpraca
- Bernadetta Darska
- Bożena Jawień
- Anna Kohli
- Katarzyna Turaj-Kalińska
- Monika Mostowik
- Magdalena Piekara
- Inga Iwasiów
- Monika Płatek
- Monika Talarczyk-Gubała